# Aeropuerto Internacional Capitán de Corbeta Carlos A. Curbelo
Aeropuerto Internacional Capitán de Corbeta Carlos A. Curbelo de Laguna del Sauce, vroeger (en nog steeds in de volksmond) 'Aeropuerto Internacional Laguna del Sauce' genoemd, is de luchthaven die Punta del Este, gelegen in de aangrenzende gemeente Maldonado, bedient. De luchthaven wordt door Consorcio Aeropuertos Internacionales S.A. (CAISA) beheerd.
Sommige van de faciliteiten op de luchthaven worden ook voor maritieme doeleinden gebruikt door de Uruguayaanse Marine. 

## Geschiedenis
De luchthaven bedient voornamelijk passagiers die reizen naar het naburige Punta del Este, hoewel de luchthaven in het algemeen ook steden rondom Maldonado bediend. Over het algemeen staat het vliegveld bekend als "Laguna del Sauce International Airport," maar door de nabijgelegen badplaats Punta del Este, is het soms ook wel aangeduid als 'Punta del Este International Airport "of" Punta del Este Airport "door de passagiers die gebruikmaken van de luchthaven.
De luchthaven ziet meestal een groei van het aantal passagiers tijdens de zomermaanden op het zuidelijk halfrond. De meeste passagiers die vliegen naar de luchthaven komen uit Buenos Aires. Internationale diensten zijn ook beschikbaar vanuit andere delen van Argentinië, Brazilië en Paraguay. In 2004 werd de belangrijkste start-en-landingsbaan van de luchthaven gerepareerd. 
De luchthaven kan veel verschillende soorten vliegtuigen verwerken, inclusief grotere toestellen, maar doorgaans zijn het vliegtuigen van gemiddelde grootte, zoals de Boeing 737 en Airbus A320. Ook propellervliegtuigen als de ATR-42 maken gebruik van deze luchthaven. 
De belangrijkste landingsbaan is 2133 meter lang en is ontworpen voor toestellen tot de grootte en het gewicht van een Boeing 747-400. Er is ook een kortere, secundaire baan. De luchthaven is zowel civiel als militair. De Uruguayaanse marine heeft zijn belangrijkste (en enige) basis voor de luchtvaart tak van de marine op deze luchthaven. 
Het moderne terminalgebouw, ontworpen door architect Carlos Ott, werd in 1997 in gebruik genomen. 
De luchthaven is tegenwoordig het op een na drukste vliegveld van Uruguay voor zowel passagiers- als vrachtvluchten.
Gabriel Gurméndez Armand-Ugon, voormalig minister van transport in Uruguay, is algemeen directeur van de luchthaven geweest. 
In 2016 begon Alas Uruguay met het uitvoeren van vluchten vanaf de luchthaven.  

## Statistieken
| Aantal         | 2008 | 2007    | 2006    | 2005    | 2004    | 2003    | 2002    | 2001    | 2000    |
| -------------- | ---- | ------- | ------- | ------- | ------- | ------- | ------- | ------- | ------- |
| passagiers     | n.b. | 210.988 | 217.006 | 228.401 | 230.649 | 174,167 | 150.394 | 210.671 | 225.968 |
| cargo (in ton) | n.b. | n.b.    | 285     | 361     | n.b.    | n.d.    | n.d.    | 11      | 13      |

## Toegankelijkheid
De luchthaven ligt 15 kilometer buiten het centrum van  Punta del Este. 